# Wereldkampioenschap shorttrack 1978 (individueel)
De wereldkampioenschappen shorttrack 1978 werden van 8 tot en met 9 april 1978 in Solihull, Verenigd Koninkrijk gehouden.

## Deelnemers

### België
| Vrouwen         | Mannen        |
| --------------- | ------------- |
| ? van Keerbilck | Marc Coremans |
| Pascale Mersch  | Atti Brouwe   |
| ? Davids        | Benoit Mine   |
| ? Fierens       | David Davids  |

### Nederland
| Mannen            |
| ----------------- |
| Rolf Sibrandy     |
| Menno Boelsma     |
| Arie Ravensbergen |
| Kees Borst        |

## Medailles

### Mannen
| Onderdeel         | Goud          | Goud          | Zilver        | Zilver        | Brons         | Brons         |
| ----------------- | ------------- | ------------- | ------------- | ------------- | ------------- | ------------- |
| 500m              | Alan Rattray  | USA           | Harry Spragg  | GBR           | Jim Lynch     | AUS           |
| 1000m             | Jim Lynch     | AUS           | Alan Rattray  | USA           | Malcom Power  | GBR           |
| 1500m             | Jim Lynch     | AUS           | Harry Spragg  | GBR           | Alan Luke     | GBR           |
| 3000m superfinale | Hiroshi Toda  | JPN           | Harry Spragg  | GBR           | Alan Luke     | GBR           |
| Klassement        | Jim Lynch     | AUS           | Harry Spragg  | GBR           | Alan Rattray  | USA           |
| Aflossing         | Niet verreden | Niet verreden | Niet verreden | Niet verreden | Niet verreden | Niet verreden |

### Vrouwen
| Onderdeel         | Goud          | Goud          | Zilver         | Zilver        | Brons         | Brons         |
| ----------------- | ------------- | ------------- | -------------- | ------------- | ------------- | ------------- |
| 500m              | Patty Lyman   | USA           | Brenda Webster | CAN           | Kay Dibling   | GBR           |
| 1000m             | Miyoshi Kato  | JPN           | Peggy Hartrich | USA           | Patty Lyman   | USA           |
| 1500m             | Sarah Docter  | USA           | Brenda Webster | CAN           | Miyoshi Kato  | JPN           |
| 3000m superfinale | Sarah Docter  | USA           | Kathy Turnbull | CAN           | Miyoshi Kato  | JPN           |
| Klassement        | Sarah Docter  | USA           | Miyoshi Kato   | JPN           | Patty Lyman   | USA           |
| Aflossing         | Niet verreden | Niet verreden | Niet verreden  | Niet verreden | Niet verreden | Niet verreden |

### Medailleklassement
| Plaats | Land                | Goud | Zilver | Brons | Totaal |
| 1      | Verenigde Staten    | 5    | 2      | 3     | 10     |
| 2      | Australië           | 3    | 0      | 1     | 4      |
| 3      | Japan               | 2    | 1      | 2     | 5      |
| 4      | Verenigd Koninkrijk | 0    | 4      | 4     | 8      |
| 5      | Canada              | 0    | 3      | 0     | 3      |
| Totaal | Totaal              | 10   | 10     | 10    | 30     |

Wereldkampioenschap shorttrack (individueel)

Champaign 1976 · 
Grenoble 1977 · 
Solihull 1978 · 
Quebec 1979 · 
Milaan 1980 · 
Meudon 1981 · 
Moncton 1982 · 
Tokio 1983 · 
Peterborough 1984 · 
Amsterdam 1985 · 
Chamonix 1986 · 
Montreal 1987 · 
St. Louis 1988 · 
Solihull 1989 · 
Amsterdam 1990 · 
Sydney 1991 · 
Denver 1992 · 
Peking 1993 · 
Guildford 1994 · 
Gjövik 1995 · 
Den Haag 1996 · 
Nagano 1997 · 
Wenen 1998 · 
Sofia 1999 · 
Sheffield 2000 · 
Jeonju 2001 · 
Montreal 2002 · 
Polen 2003 · 
Göteborg 2004 · 
Peking 2005 · 
Minneapolis 2006 · 
Milaan 2007 · 
Gangneung 2008 · 
Wenen 2009 · 
Sofia 2010 · 
Sheffield 2011 · 
Shanghai 2012 · 
Debrecen 2013 · 
Montreal 2014 · 
Moskou 2015 · 
Seoel 2016 · 
Rotterdam 2017 · 
Montreal 2018 ·
Sofia 2019 ·
Seoel 2020 ·
Dordrecht 2021 ·
Montreal 2022 ·
Seoel 2023 ·
Rotterdam 2024 ·
Peking 2025
Wereldkampioenschap shorttrack (teams)

Seoul 1991 · 
Nobeyama 1992 · 
Boedapest 1993 · 
Cambridge 1994 · 
Zoetermeer 1995 · 
Lake Placid 1996 · 
Seoel 1997 · 
Bormio 1998 · 
St. Louis 1999 · 
Den Haag 2000 · 
Nobeyama 2001 · 
Milwaukee 2002 · 
Boedapest 2003 · 
Sint-Petersburg 2004 · 
Chuncheon 2005 · 
Montreal 2006 · 
Boedapest 2007 · 
Harbin 2008 · 
Heerenveen 2009 · 
Bormio 2010 · 
Warschau 2011
Wereldkampioenschappen shorttrack junioren

Seoel 1994 ·
Calgary 1995 ·
Courmayeur 1996 ·
Marquette 1997 ·
Saint Louis 1998 ·
Montreal 1999 ·
Székesfehérvár 2000 ·
Warschau 2001 ·
Chuncheon 2002 ·
Boedapest 2003 ·
Peking 2004 ·
Belgrado 2005 ·
Miercurea Ciuc 2006 ·
Mladá Boleslav 2007 ·
Bozen 2008 ·
Sherbrooke 2009 ·
Taipei 2010 ·
Courmayeur 2011 ·
Melbourne 2012 ·
Warschau 2013 ·
Erzurum 2014 ·
Osaka 2015 ·
Sofia 2016 ·
Innsbruck 2017 ·
Tomaszów Mazowiecki 2018 ·
Montreal 2019 ·
Bormio 2020 ·
Salt Lake City 2021 ·
Gdańsk 2022 ·
Dresden 2023 ·
Gdańsk 2024 ·
Calgary 2025